# Aglaia cremea
Espèce
Statut de conservation UICN

 VU A1c : Vulnérable
Aglaia cremea est une espèce de plantes de la famille des Meliaceae.

## Publication originale
- Journal of the Arnold Arboretum 21(3): 319–320. 1940[1940].